# Habenaria minimiflora
Habenaria minimiflora är en orkidéart som beskrevs av Friedrich Fritz Wilhelm Ludwig Kraenzlin. Habenaria minimiflora ingår i släktet Habenaria och familjen orkidéer. Inga underarter finns listade i Catalogue of Life.